# Oggi a me... domani a te
Oggi a me... domani a te è un film western del 1968 diretto da Tonino Cervi, scritto dallo stesso regista con Dario Argento.

## Trama
USA, seconda metà dell'Ottocento. Bill Kiowa esce di prigione dopo aver scontato la pena per una rapina e l'omicidio della moglie di origini indiane (dalla quale il nome di "Kiowa"). In realtà, Bill era innocente. Era stato incastrato da James Elfego, sanguinario bandito di origini giapponesi, che aveva violentato e ucciso la moglie e fatto trovare a casa di Kiowa la refurtiva di una sua rapina, facendolo arrestare dallo sceriffo Bannister. Per questo, Bill ha trascorso i cinque anni della reclusione ad allenarsi senza sosta con una pistola di legno.
Per prima cosa, Kiowa va in un'armeria ad acquistare una pistola vera. Non appena uscito, incontra due uomini di Elfego pronti ad ucciderlo, ma li fredda facilmente.
Quindi, il pistolero si reca in montagna, da un vecchio conoscente che durante la sua prigionia ha custodito una grossa somma di denaro di sua proprietà. Bill chiede poi consiglio all'uomo su quattro abili pistoleri, e parte alla loro ricerca. Per convincerli a seguirlo, offrirà loro 5.000 dollari, più la promessa di altri 5.000 a lavoro finito.
Il primo è O'Banion, robusto e burbero, che dopo un breve inseguimento, accetta non appena vede il denaro.
Il secondo è lo sceriffo Jeff Milton. Inizialmente non sembra intenzionato a correre grossi pericoli, o a svolgere un lavoro sporco. Le rassicurazioni di Kiowa e le provocazioni di O'Bannion lo convincono.
I tre raggiungono il giovane Bunny Fox, che per 5.000 dollari abbandona una ragazza ed accetta immediatamente di unirsi ai pistoleri.
L'ultimo uomo, Francis "Colt" Moran, è un accanito giocatore di poker, finito in prigione. Per convincerlo, Kiowa e i suoi tre compari devono prima corrompere lo sceriffo che lo ha rinchiuso, e poi aiutarlo in una sparatoria.
I cinque pistoleri si mettono sulle tracce del feroce Elfego, che attualmente comanda una numerosa banda di "comancheros". Giunti sul luogo dell'ultima rapina, si dividono all'inseguimento dei fuorilegge. Kiowa e O'Bennion trovano le tracce dei banditi e si dirigono verso la vecchia stazione di posta di Madigan, ma non sanno di essere a loro volta osservati da due dei fuorilegge.
Informato Elfego, quest'ultimo invia alcuni uomini da Madigan's Post. Fra i due pistoleri e i banditi scoppia una rissa. Kiowa e O'Bannion hanno la meglio, ma arrivano Elfego e il resto della banda, che li pestano duramente e li legano.
Elfego, dopo aver deriso Kiowa, organizza una nuova rapina ad un convoglio militare, e trama di far cadere la colpa su Bill ed il suo complice. Il capobanda si allontana con molti uomini per la rapina, lasciando alcuni scagnozzi a guardia dei due prigionieri.
Finalmente arrivano da Madigan anche Milton, Fox e Moran, che liberano i compari e annientano i loro guardiani. Quindi si allontanano, ma Kiowa lascia volutamente delle tracce perché Elfego le segua. E così avviene.
Il gruppo di Elfego raggiunge un bosco, dove Kiowa e gli altri li attendono e li fanno cadere in un agguato dopo l'altro. I banditi vengono decimati.
Elfego intercetta O'Bannion e lo ferisce. Ma prima che lo finisca con la sua scimitarra, con la quale spesso uccide barbaramente i suoi nemici, interviene Kiowa. Elfego fugge e Bill lo insegue.
Intanto Moran, Milton e Fox uccidono gli ultimi scagnozzi di Elfego rimasti e soccorrono O'Bannion.
Dopo un breve inseguimento, finalmente Bill si trova di fronte ad Elfego e lo sfida a duello. Sebbene il criminale cerchi di confondere mentalmente il suo rivale, Kiowa non perde la lucidità e lo uccide senza esitazione, portando a compimento la sua vendetta.
Bill viene raggiunto dai quattro compari e tutti insieme si allontanano a cavallo.

## Cast
Bud Spencer è insolitamente doppiato da Ferruccio Amendola; inoltre nel film ha una barba finta, poiché si era dovuto radere per girare Al di là della legge. Curiosa la presenza nel film di Tatsuya Nakadai, scelto dopo essere stato visto dallo stesso Cervi in Killer Samurai e che anni dopo sarà il protagonista di Kagemusha - L'ombra del guerriero e Ran, ambedue diretti da Akira Kurosawa.
Brett Halsey non credeva molto in questo film e per non venirne troppo associato decise di utilizzare uno pseudonimo: la pellicola si rivelò poi essere il suo maggiore successo di sempre ed ancora oggi l'attore è meglio noto in Italia come Montgomery Ford. Altri interpreti compaiono con nomi d'arte: Franco Borelli come Stanley Gordon e Dana Ghia come Diana Madigan.

## Produzione
Contrariamente alla maggior parte degli spaghetti-western, girati tra gli scenari desertici e rocciosi della Spagna, l'intero film è girato tra i boschi ed i prati di Caldara di Manziana, vicino a Roma. Gli interni vennero realizzati presso gli studi della Elios, a Roma.

## Distribuzione
Il film uscì nelle sale cinematografiche italiane il 28 marzo 1968; venne anche distribuito negli Stati Uniti nel luglio 1971 prima come Today It's Me poi come Today We Kill, Tomorrow We Die!.